# Кочарли, Фирудин Касым оглы
Фирудин Касым (Гасым) оглы Кочарли (азерб. Firudin Qasım oğlu Köçərli; 1920—2005) — советский и азербайджанский философ, доктор философских наук, профессор, действительный член Академии наук Азербайджанской ССР (1976; член-корреспондент с 1968). Директор Института философии и права АН АзССР (1967—1985).

## Биография
Родился 28 декабря 1920 года в селе Исалы Гядабейского района  Азербайджанской ССР в составе ЗСФСР.
С 1936 по 1939 год проходил обучение в  Гянджинском педагогическом техникуме. С 1939 по 1945 год в период Великой Отечественной войны находился на педагогической работе в Исалысской сельской школы в качестве преподавателя. 
С 1945 по 1950 год обучался на отделении философии исторического факультета Азербайджанского государственного университета, который окончил с отличием. С 1950 по 1953 год обучался в  аспирантуре на факультете философии Московского государственного университета имени М. В. Ломоносова.
С 1953 года на педагогической работе в Азербайджанском государственном  университете в должностях: старший преподаватель, доцент и профессор кафедры философии. Одновременно с 1958 по 1967 год на научно-исследовательской работе Академии наук Азербайджанской ССР в качестве руководителя сектора философии.
С 1967 по 1985 год — директор Института философии и права АН АзССР.

### Научно-педагогическая деятельность и вклад в науку
Основная научно-педагогическая деятельность Ф. К. Кочарли была связана с вопросами в области проблем развития советского общества и истории философской, педагогической, литературной и общественной мысли Азербайджана в конце XIX начал XX веков. Занимался биографическими исследованиями азербайджанских просветителей и мыслителей, в том числе Джалил Мамедкулизаде, Нариман Нариманов, Мирза Ахундов и Узеир Гаджибеков.
В 1953 году защитил кандидатскую диссертацию, в 1966 году после защиты диссертации ему была присвоена учёная степень доктор философских наук. В 1967 году Высшей аттестационной комиссией СССР ему было присвоено учёное звание профессор. В 1968 году избран член-корреспондентом, а в 1976 году был избран — действительным членом Академии наук Азербайджанской ССР. Г. Н. Газиевым было написано более двухсот научных работ, в том числе монографий.